# Craménil
Craménil est une commune française, située dans le département de l'Orne en région Normandie, peuplée de 128 habitants.

## Géographie
La commune est en pays d'Houlme. Son bourg est à 6 km au nord de Briouze, à 13 km à l'ouest de Putanges-Pont-Écrepin et à 16 km à l'est de Flers.
Le point culminant (253 m) se situe en limite sud-ouest, près du lieu-dit la Chevallerie, la cote 250 étant également atteinte par une colline au nord. Le point le plus bas (174 m) correspond à la sortie de la Rouvre du territoire, au nord-ouest. La commune est bocagère.
| Sainte-Honorine-la-Guillaume, Athis-Val de Rouvre (par un angle) | Sainte-Honorine-la-Guillaume, Chênedouit | Chênedouit             |
| Sainte-Opportune                                                 | Craménil                                 | Saint-André-de-Briouze |
| Sainte-Opportune, Briouze                                        | Briouze                                  | Saint-André-de-Briouze |

### Hydrographie
La commune est située dans le bassin Seine-Normandie. Elle est drainée par la Rouvre, le Bel Argent, le fossé 01 de la Cécellerie, le fossé 01 de la Hutterie, le ruisseau de la Haie et le ruisseau de Maufy,,.
La Rouvre, d'une longueur de 46 km, prend sa source dans la commune de Beauvain et se jette  dans l'Orne à Mesnil-Villement, après avoir traversé 17 communes. Les caractéristiques hydrologiques de la Rouvre sont données par la station hydrologique située sur la commune d'Athis-Val de Rouvre. Le débit moyen mensuel est de 3,44 m3/s. Le débit moyen journalier maximum est de 58,5 m3/s, atteint lors de la crue du 5 janvier 2001. Le débit instantané maximal est quant à lui de 70 m3/s, atteint le même jour.

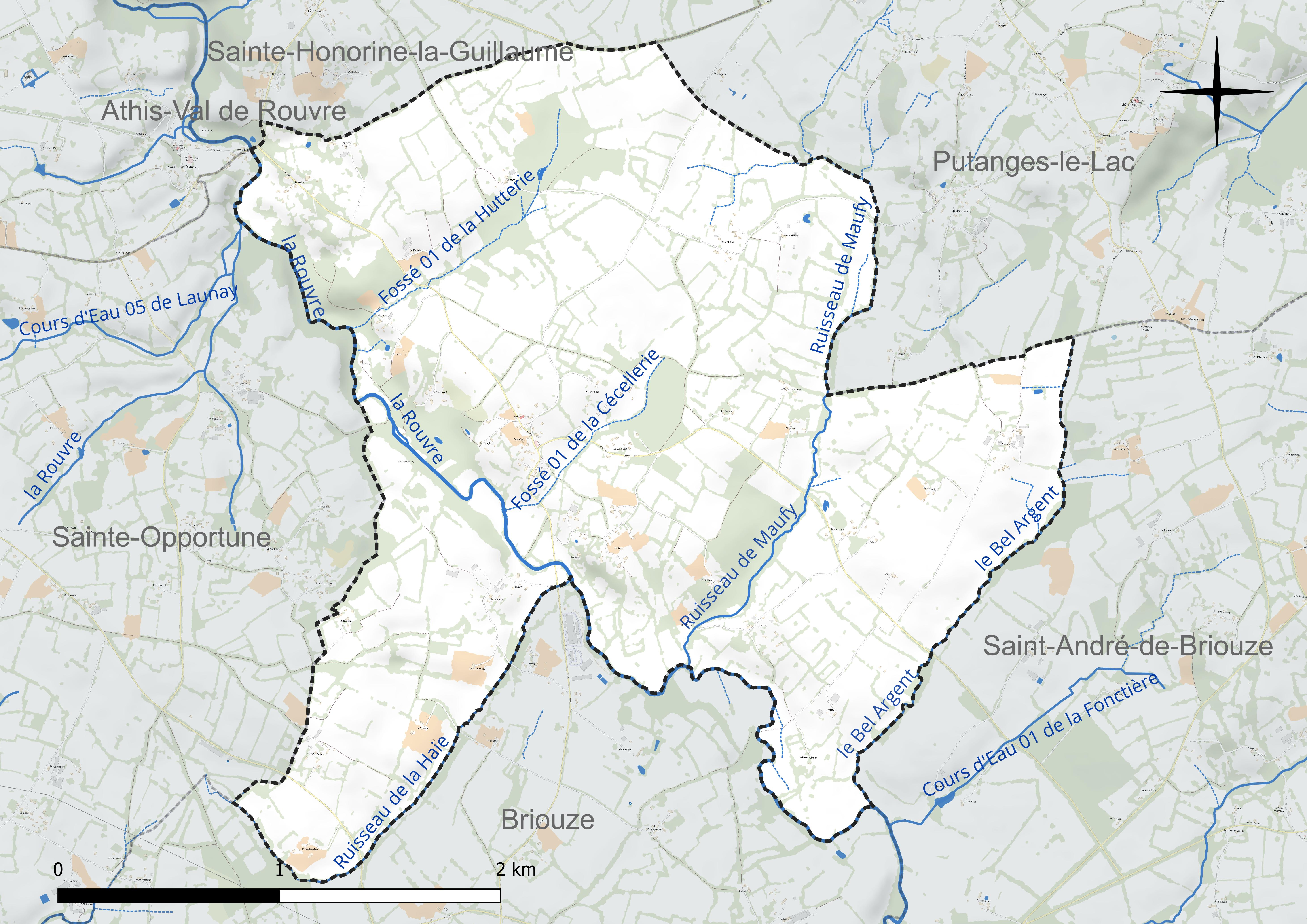
Réseau hydrographique de Craménil.

### Climat
Pour des articles plus généraux, voir Climat de la Normandie et Climat de l'Orne.
En 2010, le climat de la commune est de type climat océanique altéré, selon une étude du CNRS s'appuyant sur une série de données couvrant la période 1971-2000. En 2020, Météo-France publie une typologie des climats de la France métropolitaine dans laquelle la commune est exposée à un climat océanique et est dans la région climatique Normandie (Cotentin, Orne), caractérisée par une pluviométrie relativement élevée (850 mm/a) et un été frais (15,5 °C) et venté. Parallèlement le GIEC normand, un groupe régional d’experts sur le climat, différencie quant à lui, dans une étude de 2020, trois grands types de climats pour la région Normandie, nuancés à une échelle plus fine par les facteurs géographiques locaux. La commune est, selon ce zonage, exposée à un « climat contrasté des collines », correspondant au Bocage normand, bien arrosé, voire très arrosé sur les reliefs les plus exposés au flux d’ouest, et frais en raison de l’altitude.
Pour la période 1971-2000, la température annuelle moyenne est de 10,1 °C, avec une amplitude thermique annuelle de 13,5 °C. Le cumul annuel moyen de précipitations est de 880 mm, avec 13,1 jours de précipitations en janvier et 8,1 jours en juillet. Pour la période 1991-2020, la température moyenne annuelle observée sur la station météorologique la plus proche, située sur la commune de Briouze à 5 km à vol d'oiseau, est de 10,9 °C et le cumul annuel moyen de précipitations est de 920,5 mm,. Pour l'avenir, les paramètres climatiques de la commune estimés pour 2050 selon différents scénarios d’émission de gaz à effet de serre sont consultables sur un site dédié publié par Météo-France en novembre 2022.

## Urbanisme

### Typologie
Au 1er janvier 2024, Craménil est catégorisée commune rurale à habitat dispersé, selon la nouvelle grille communale de densité à sept niveaux définie par l'Insee en 2022.
Elle est située hors unité urbaine et hors attraction des villes,.

### Occupation des sols
L'occupation des sols de la commune, telle qu'elle ressort de la base de données européenne d’occupation biophysique des sols Corine Land Cover (CLC), est marquée par l'importance des territoires agricoles (95,1 % en 2018), une proportion identique à celle de 1990 (95,1 %). La répartition détaillée en 2018 est la suivante : 
prairies (81,9 %), terres arables (9,7 %), forêts (4,9 %), zones agricoles hétérogènes (3,6 %). L'évolution de l’occupation des sols de la commune et de ses infrastructures peut être observée sur les différentes représentations cartographiques du territoire : la carte de Cassini (XVIIIe siècle), la carte d'état-major (1820-1866) et les cartes ou photos aériennes de l'IGN pour la période actuelle (1950 à aujourd'hui).

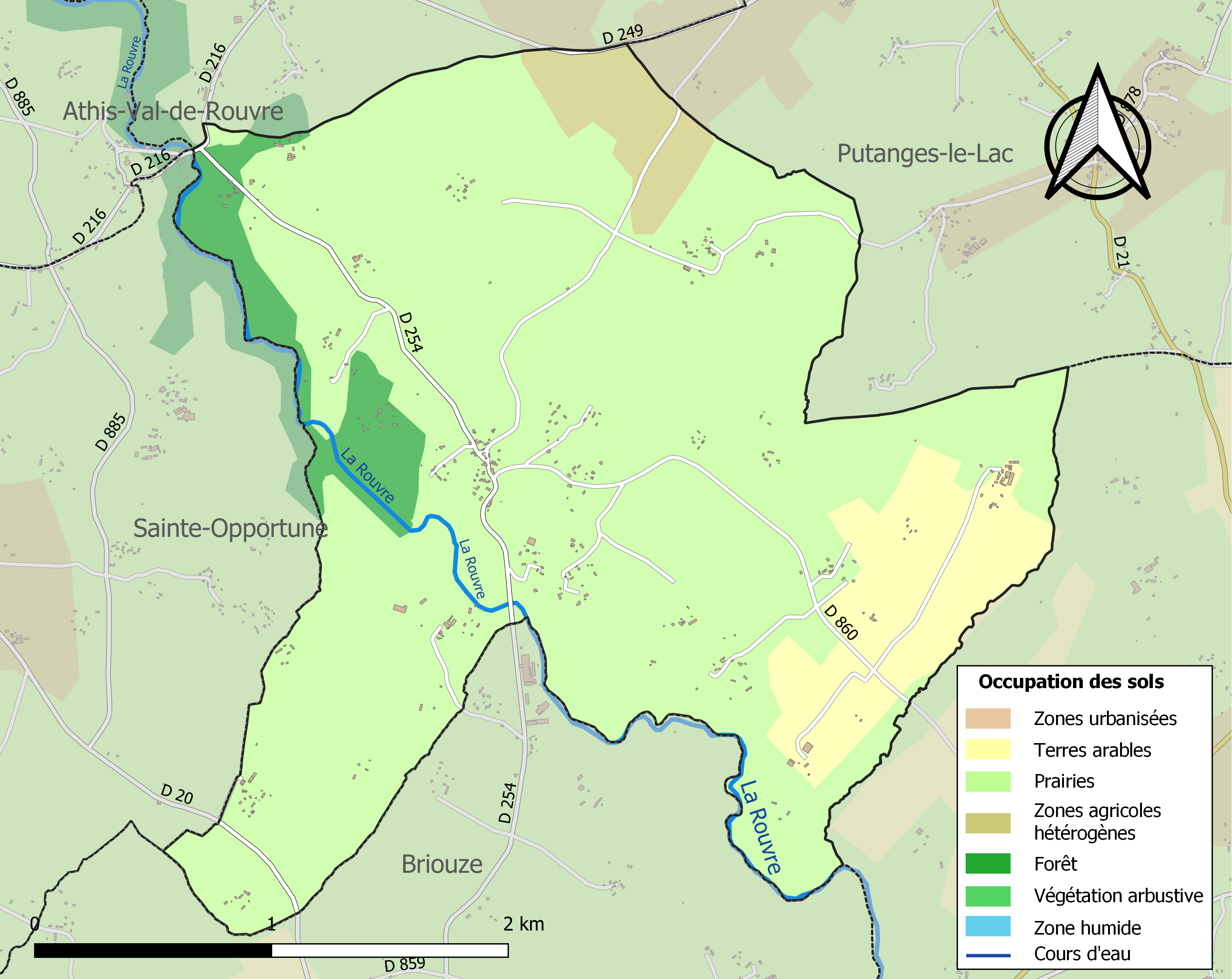
Carte des infrastructures et de l'occupation des sols de la commune en 2018 (CLC).

## Toponymie
Le nom de la localité est attesté sous les formes Cramenil, Crasmenil en 1247.
Il s'agit d'une formation médiévale en -mesnil, simplifié orthographiquement en -ménil,  appellatif toponymique issu du gallo-roman septentrional MANSIONILE et qui désignait une sorte d'exploitation rurale et qui est particulièrement répandu en Normandie.
Le premier élément est plus complexe à identifier. Il est peut-être issu de l'ancien français cras, « gras », « riche », « fertile » (du latin crassus), et désignerait donc un domaine fertile, riche.
Cependant, si le sens de l'ancien français cras « gras », d'où « fertile » pour une terre est attesté, sa signification est souvent proche de celle qu'avait l'étymon latin crassus, c'est-à-dire négative, « épais, gras, (trop) gros, grossier », etc. En ancien français, cras veut donc dire également « crasseux, grossier », et en tant que substantif, « graisse » et « crasse ». De même Belleville-en-Caux (Seine-Maritime) ou la Bonneville (Manche) sont d'anciennes Merdosa villa (XIIe siècle) « Merdeuseville ».
On note également que les formations en -mesnil, -ménil sont le plus souvent précédées d'un anthroponyme qui peut être germanique ou scandinave (en Normandie), tout comme celles en -ville. En outre, le toponyme Crame[s]nil semble être seulement typique de la Normandie, où il existe au moins deux autres Cramesnil, inclus dans les nouvelles communes de Saint-Aignan-de-Cramesnil (Calvados, Crassum Mesnillum 1070) et Saint-Vincent-Cramesnil (Seine-Maritime, Crasmesnil XIIe siècle). De même, le toponyme fréquent Craville, Crasville semble être typique de la seule Normandie. Même si la forme très ancienne de Saint-Aignan-Cramesnil, Crassus Mesnillum, peut justifier un recours à l'ancien français cras, les Crasville contredisent cette hypothèse, puisqu'on aurait dû aboutir à *Crasseville, jamais suggérée par les formes anciennes. C'est pourquoi Ernest Nègre envisage d'avoir recours à un anthroponyme germanique non attesté *Crasso, ce qui est plus satisfaisant phonétiquement pour expliquer les Crasville, cette proposition conviendrait également pour les Crasme[s]nil. Le nom de personne vieux norrois Krákr, bien attesté, est possible aussi, malgré le fait que l'on ne trouve pas trace d'un [k] dans les formes anciennes. Cependant, le type Clasville, Claville est expliqué par le nom de personne scandinave Klakkr assez proche phonétiquement, alors qu'il n'y a aucune trace d'un [k] dans les formes anciennes, mais une analogie probante avec Mesnil-Claque (anciennement Mesnilclac), à 27 km de Claville-Motteville.
Le gentilé est Craménilois.

## Histoire
En 1605, Jehan Bodey est curé de la paroisse de Cramesnil.
En 1821, Craménil (425 habitants) absorbe Chêne-Sec (126 habitants) à l'est de son territoire.

## Politique et administration
| Période                                  | Période  | Identité       | Étiquette | Qualité     |
| ---------------------------------------- | -------- | -------------- | --------- | ----------- |
| avant 1988                               | 1989     | Maurice Vivier |           |             |
| 1989                                     | En cours | Jean Onfroy    | SE        | Agriculteur |
| Les données manquantes sont à compléter. |          |                |           |             |

Le conseil municipal est composé de onze membres dont le maire et un adjoint.

## Démographie
L'évolution du nombre d'habitants est connue à travers les recensements de la population effectués dans la commune depuis 1793. Pour les communes de moins de 10 000 habitants, une enquête de recensement portant sur toute la population est réalisée tous les cinq ans, les populations de référence des années intermédiaires étant quant à elles estimées par interpolation ou extrapolation. Pour la commune, le premier recensement exhaustif entrant dans le cadre du nouveau dispositif a été réalisé en 2004.
En 2022, la commune comptait 128 habitants, en évolution de −17,95 % par rapport à 2016 (Orne : −3,21 %, France hors Mayotte : +2,11 %).
Craménil a compté jusqu'à 523 habitants en 1846, mais au premier recensement républicain, en 1793, les deux communes de Craménil et Chêne-Sec, fusionnées en 1821, totalisaient 552 habitants.
| 1793 | 1800 | 1806 | 1821 | 1836 | 1841 | 1846 | 1851 | 1856 |
| ---- | ---- | ---- | ---- | ---- | ---- | ---- | ---- | ---- |
| 411  | 179  | 428  | 425  | 503  | 515  | 523  | 511  | 508  |

| 1861 | 1866 | 1872 | 1876 | 1881 | 1886 | 1891 | 1896 | 1901 |
| ---- | ---- | ---- | ---- | ---- | ---- | ---- | ---- | ---- |
| 510  | 505  | 428  | 424  | 403  | 365  | 323  | 312  | 315  |

| 1906 | 1911 | 1921 | 1926 | 1931 | 1936 | 1946 | 1954 | 1962 |
| ---- | ---- | ---- | ---- | ---- | ---- | ---- | ---- | ---- |
| 308  | 315  | 247  | 231  | 214  | 226  | 220  | 209  | 191  |

| 1968 | 1975 | 1982 | 1990 | 1999 | 2004 | 2006 | 2009 | 2014 |
| ---- | ---- | ---- | ---- | ---- | ---- | ---- | ---- | ---- |
| 168  | 172  | 187  | 155  | 156  | 163  | 161  | 167  | 156  |

| 2019 | 2022 | - | - | - | - | - | - | - |
| ---- | ---- | - | - | - | - | - | - | - |
| 132  | 128  | - | - | - | - | - | - | - |

| 1793 | 1800 | 1806 | 1821 |
| ---- | ---- | ---- | ---- |
| 141  | 119  | 110  | 126  |

## Lieux et monuments

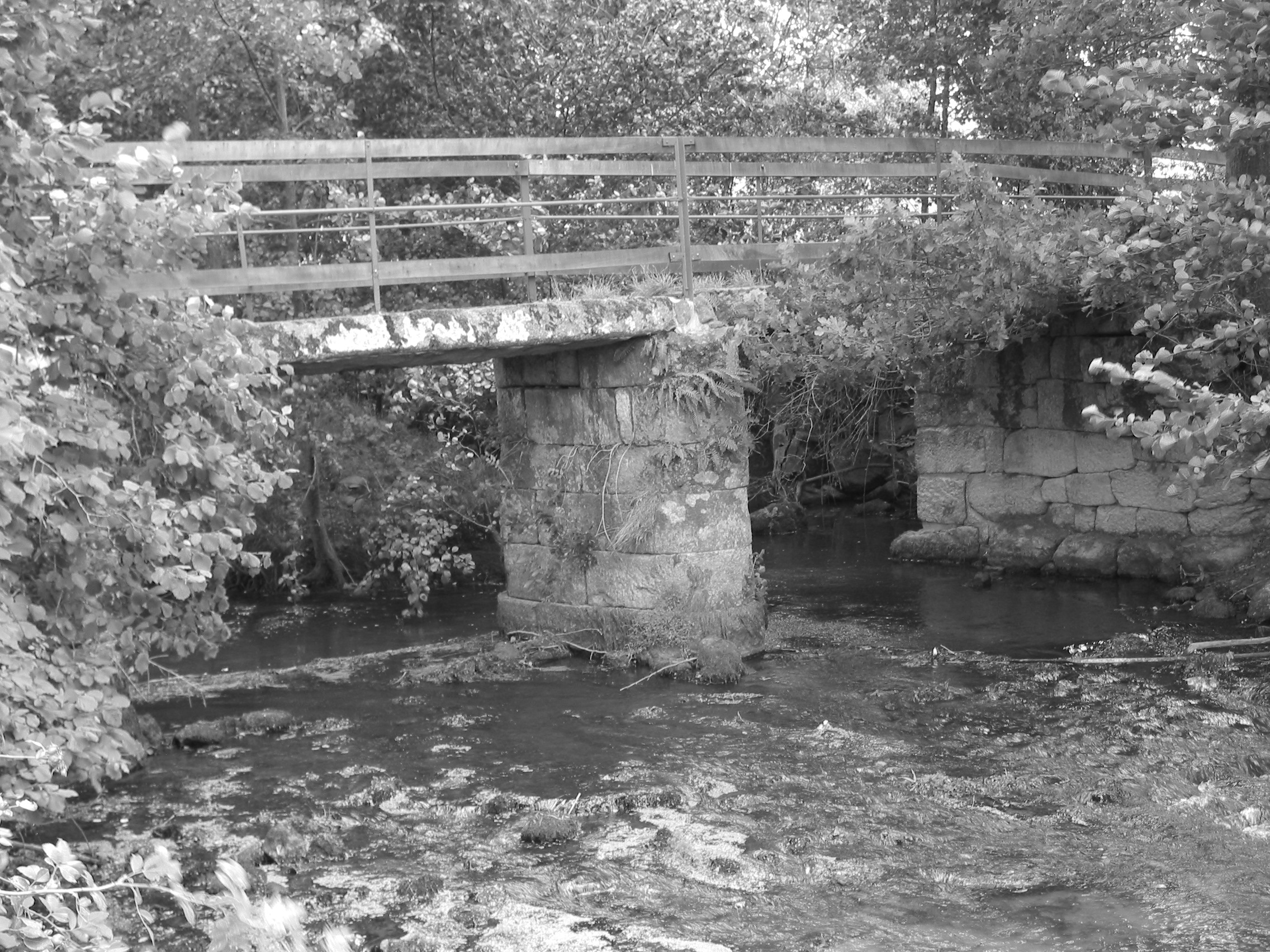
Le pont de la Motte, sur la Rouvre.

- Vestige préhistorique : menhir dit l'Affiloir de Gargantua, classé aux Monuments historiques[40].
- Ponts de Craménil sur la Rouvre : ponts de la Motte, de Chênesecq, Neuf et de La Raulette, inscrits globalement au titre des Monuments historiques[41].
- Église Saint-Laurent, 1911, en granit : statue Notre-Dame-de-Recouvrance, croix hosannière de 1773.
- Rives de la Rouvre.